# Antonietta Stella
Pour les articles homonymes, voir Stella.
Antonietta Stella (née le 15 mars 1929 à Pérouse et morte le 23 février 2022 à Rome) est une cantatrice italienne, soprano lirico-spinto à la voix ample, particulièrement associée à Verdi et Puccini.

## Biographie
Antonietta Stella est née le 15 mars 1929 à Pérouse. Elle étudie à l'Académie Sainte-Cécile à Rome, et fait ses débuts à Spolète en 1950, dans le rôle de Leonora de Il trovatore, et parait l'année suivante pour la première fois à l'Opéra de Rome en Leonora de La forza del destino.
Très vite invitée dans tous les théâtres italiens (Florence, Parme, Turin, Venise, Vérone, Naples, Catane, etc.), elle fait ses débuts à La Scala de Milan en 1954, dans le rôle de Desdémone d'Otello. Elle y chantera régulièrement jusqu'en 1963, dans les rôles tels Violetta, Amelia, Elisabetta, Aida, Mimi, Tosca, Cio-Cio-San, etc.
Dès 1955, elle entame une carrière internationale, et débute à l'Opéra de Vienne, le Royal Opera House de Londres, le palais Garnier, La Monnaie de Bruxelles, l'Opéra de Chicago, et l'année suivante, en 1956, le Metropolitan Opera de New York, où elle chantera jusqu'en 1960.
Comme plusieurs autres cantatrices des années 1950, Stella fut quelque peu éclipsée par la notoriété de Renata Tebaldi et Maria Callas.

## Discographie sélective
- Verdi - Il trovatore - Tullio Serafin (DG, 1962) avec C.Bergonzi, E.Bastianini,F. Cossotto.
- Verdi - La traviata - Tullio Serafin (EMI, 1955) avec G.Di Stefano, T. Gobbi.
- Verdi - Un ballo in maschera - Gianandrea Gavazzeni (DG, 1960) avec G.Poggi, E.Bastianini.
- Verdi - Don Carlo - Gabriele Santini (DG, 1961) avec F.Labo, E.Bastianini, B.Christoff, F.Cossotto.
- Giordano - Andrea Chénier - Gabriele Santini (EMI, 1963) avec F.Corelli, M.Sereni.
- Puccini - Tosca - Tullio Serafin (Philips, 1957) avec G.Poggi, G.Taddei.
- Puccini - Tosca - Dimitri Mitropoulos (Walhall, 1958) avec R.Tucker, L.Warren (Metropolitan NY)
- Puccini - "La Boheme" - Francesco Molinari-Pradelli (Philips , 1957) avec G.Poggi, R. Capecchi, B. Rizzoli.
- Donizetti - "Linda di Chamounix"- Tullio Serafin (Philips , 1957) avec C. Valletti, R. Capecchi, F. Barbieri.
- Verdi - "Don Carlo" (EMI ,1954) avec M.Filippeschi, T.Gobbi, E.Nicolai, B.Christoff.

## Sources
- Harold Rosenthal, John Warrack, Roland Mancini et Jean-Jacques Rouveroux, Guide de l'opéra, Paris, Fayard, coll. « Les indispensables de la musique », 1995, 968 p. (ISBN 978-2-213-59567-2)